# Schlagwerk (Band)
Schlagwerk war eine NDH-Band aus Heilbronn.

## Geschichte
Schlagwerk wurde im Jahr 2007 gegründet und besteht aus Ralph „Der Prediger“ Barthelmess (Gesang), Michael „Der Wächter“ Schmitz (Bass), Stefan „Der Vollstrecker“ Schönbrunn (Gitarre) und Markus „Das Kind“ Dietz (Keyboard).
Das 2010 erschienene Debütalbum Schlagwerk wurde von Tommy Newton, der bereits mit Guano Apes, Helloween und Victory arbeitete, produziert. Das Album erschien über ZYX Music. Für die Studioaufnahmen konnte Randy Black (Annihilator, Primal Fear) gewonnen werden. Im Mai 2012 ging Schlagwerk erstmals auf Deutschland-Tour. Im November 2015 gründete die Band gemeinsam in Güglingen das Nachfolgeprojekt Dornenkönig, das sich hingegen auf deutschsprachigen Rock/Pop konzentriert.

## Diskografie
- 2010: Schlagwerk (Album, ZYX Music)